# Vote limité
Le vote limité est une modalité du scrutin plurinominal majoritaire dans lequel les électeurs disposent d'un nombre de voix inférieur au nombre de sièges à pourvoir.
Plusieurs sièges sont à pourvoir (scrutin plurinominal) et les candidats qui obtiennent le plus de voix sont élus (scrutin majoritaire). Les candidats se présentent de façon isolée (vote personnalisé). Les électeurs disposent de plusieurs voix, en nombre inférieur au nombre de sièges à pourvoir, et ils ne peuvent pas cumuler plusieurs voix sur un même candidat.
Le scrutin peut comporter un seul tour : les candidats ayant obtenu le plus de voix sont élus. Alternativement, il peut comporter plusieurs tours. Pour chaque tour de scrutin, les règles électorales prévoient les conditions pour être élu (majorité absolue, qualifiée, ou relative), et, dans le cas où tous les sièges ne sont pas pourvus, les conditions pour se maintenir au tour suivant (en termes de rang, de part des suffrages exprimés, ou de part des électeurs inscrits). Les règles électorales prévoient souvent un nombre limité de tours de scrutin : lors du dernier tour, les candidats ayant obtenu le plus de voix sont élus.
Le vote limité est un système pré-proportionnel ou semi-proportionnel. La règle majoritaire s'applique, mais les électeurs sont amenés à choisir plusieurs candidats, qui peuvent être de tendances différentes. Il en résulte un plus grand pluralisme qui rapproche en pratique le résultat de celui d'un scrutin proportionnel.
Le vote limité se distingue des autres variantes du scrutin plurinominal majoritaire :
- le vote unique non transférable : les électeurs disposent d'une seule voix ;
- les électeurs disposent d'un nombre de voix égal au nombre de sièges à pourvoir ;
- le vote cumulatif : les électeurs disposent de points qu'ils peuvent librement distribuer entre les candidats.

Le vote limité est notamment mis en œuvre pour les élections au Sénat espagnol et au Parlement de Gibraltar.